# Jesto
Jesto, pseudonimo di Justin Yamanouchi (Roma, 25 novembre 1984 – Roma, 31 luglio 2025), è stato un rapper italiano.

## Biografia

### Anni 2000
Figlio dell'annunciatrice radiotelevisiva e speaker del TG3 Teresa Piazza e del cantautore Stefano Rosso, l'artista ha ereditato il cognome del celebre attore giapponese Hal Yamanouchi, all'epoca marito della madre, dato che i due coniugi erano prossimi al divorzio ma non ancora separati. Jesto è fratello unilaterale minore (da parte della madre) del rapper ed attore Taiyo Yamanouchi, noto anche con lo pseudonimo Hyst nel panorama hip hop.
Nel 2003, appena ventenne, pubblica l'EP Coming Soon. L'anno successivo, grazie alle sue notevoli doti di freestyler, il rapper vince la categoria emergenti del Da Bomb. L'esperienza accumulata e le capacità ottenute col tempo lo portano a pubblicare il suo primo lavoro ufficiale dal nome Il mio primo e ultimo disco per l'etichetta discografica La Grande Onda di Piotta. Nell'album il rapper immagina la cronaca dell'ultimo giorno dell'umanità, in un concept autoironico e con grande senso del ritmo, influenzato dalla musica reggae. La sua prima apparizione al 2theBeat è avvenuta nel 2004, dove viene eliminato al primo round, a differenza dell'edizione del 2005 nella quale perde in occasione del secondo round. Nel 2006 arriva terzo giungendo alla finale a quattro uscendo per secondo. Nell'estate di quell'anno pubblica il mixtape Radio Jesto libero Vol. 1, realizzato interamente su strumentali statunitensi e contenente le collaborazioni di diversi colleghi affermati nella scena italiana, tra cui Primo Brown e Gel.
Nel 2008 esce, per la First Class Music, il secondo album in studio Estremo, disco dal concept molto più intimo e personale rispetto al precedente. Tra la fine del 2008 e l'inizio del 2009 escono due mixtape: Cenni di squilibrio e Segni di squilibrio; il primo, pubblicato in download gratuito, è stato realizzato come anticipazione del secondo. Verso la fine del 2009 esce, nuovamente in download gratuito, il progetto È la crisi! realizzato in coppia con il produttore 3D. A maggio del 2010 viene pubblicato per l'Honiro Label, ancora una volta in free download e nuovamente in collaborazione con 3D, Dal tramonto all'alba EP, EP realizzato nell'arco di 24 ore consecutive. Nel luglio dello stesso anno viene realizzata la raccolta di featuring, remix e freestyle You Should Be Jesto.

### Anni 2010
Il 30 novembre 2010 Jesto pubblica il terzo album Il Jesto senso, composto da sedici brani. Il 21 settembre 2011 esce il video musicale di Ma il cell. era spento, singolo estratto dal secondo album di 3D, 21 Motivi. Il 20 dicembre dello stesso anno viene pubblicato in download gratuito Freestyle Life, nuovo EP del rapper realizzato in 48 ore.
Il 12 marzo 2012 esce il mixtape DuemilaNonSoCosa, realizzato quasi interamente su strumentali statunitensi e arricchito dalle collaborazioni di diversi artisti, tra i quali Pula+, Gemitaiz e Diluvio. Il 22 luglio seguente è la volta dell'EP Mamma ho ingoiato l'autotune, distribuito gratuitamente e composto da otto brani. Al termine dell'anno è uscito un altro EP gratuitamente, intitolato Prima della fine del mondo.
Il 10 maggio 2013 ritorna sulle scene con l'album Supershallo, progetto incentrato sulla disinibizione del rapper e sulla sua concezione del mondo. Il secondo volume, Supershallo 2, è stato distribuito il 20 gennaio 2014, promosso dai video dei brani Nuovo Guè, Rap God, La verità (con Jack the Smoker e Sercho), Fatti l'uno x l'altra (con Briga e Killa Cali) e Trappo troppo. A differenza del primo volume sono presenti diverse collaborazioni, tra le quali troviamo Clementino, Mistaman, Kiave e il fratello Hyst. Uno dei singoli più controversi dell'MC, in particolare per il video nel quale vengono citati diversi personaggi pubblici come Moreno, è Amy Winehouse, brano concepito come omaggio all'omonima cantante, estratto dal terzo album del produttore 3D, Top.
Il 30 giugno 2014 viene pubblicato Trappo troppo EP, progetto contenente sei remix in chiave dubstep, trap ed elettronica dell'omonima traccia presente su Supershallo 2. Il 30 gennaio 2015 esce Supershallo 3, anticipato tra settembre e dicembre 2014 dai video di Hype, Justin, Emma e Papa, oltre a quello di Bestemmie.
Il 5 aprile 2015 Jesto pubblica a sorpresa la raccolta Supershallo zero, contenente diverse tracce scartate dai tre volumi della trilogia Supershallo. A esso ha fatto seguito l'EP Mamma ho ingoiato l'autotune 2, seguito dell'omonimo EP uscito tre anni prima. In occasione di un'intervista, l'artista annuncia di essere al lavoro sul suo nuovo singolo ufficiale prodotto da Boss Doms, Estate supershalla, pubblicato il 15 luglio sugli store digitali; il 23 dello stesso mese il rapper ne rende pubblico il video ufficiale, con la regia affidata alla Home Run Productions. Il 27 ottobre dello stesso anno Jesto e CaneSecco annunciano di essere al lavoro su XtremeShallo, mixtape in collaborazione fra i due artisti pubblicato in free download il 1º novembre, dal quale è stato rilasciato il video ufficiale di Pancake, pubblicato a sua volta due settimane dopo il progetto, il 15 novembre.
Il 15 aprile 2016 esce il quarto album in studio Justin, promosso dai video di Lo sto facendo, Puttantour, Crescendo e Anche oggi ho perso. Il 1º agosto successivo è la volta del mixtape Summershallo, mentre il 26 aprile 2017 il rapper ha pubblicato l'EP Mamma ho ingoiato l'autotune 3.
L'11 maggio 2018 è stato pubblicato il quinto album Buongiorno Italia, concept album che invita l'ascoltatore a svegliarsi. Il disco, un omaggio al padre Stefano Rosso, è stato anticipato dai singoli Amore cane, Note vocali, Stories d'amore e l'omonimo Buongiorno Italia. Nella prima metà del 2019 Jesto ha pubblicato gli EP Mamma ho ingoiato l'autotune 4 e Mamma ho ingoiato l'autotune 5, oltre al mixtape Supershallo 4, mentre a fine anno è la volta del sesto album IndieJesto, che vede l'artista allontanarsi completamente dall'hip hop per proporre uno stile più minimale caratterizzato unicamente da voce e chitarra.

### Morte
Nella notte del 31 luglio 2025 Jesto è morto a causa di un improvviso arresto cardiaco, come comunicato dal fratello Taiyo Yamanouchi, il quale ha aggiunto che l'artista era al lavoro su nuovi progetti e che si impegnerà a rendere pubblico nei prossimi mesi.

## Risultati al 2theBeat
Il rapper ha partecipato a tutte e 3 le edizioni del 2theBeat; di seguito sono riportate le sue posizioni in classifica:
- 2004: nel primo turno della prima serata viene sconfitto da Ska.
- 2005: durante la terza serata batte Marya ed esce in semifinale contro Mistaman.[30]
- 2006: vince il deathmatch superando nelle tre sfide Chiodo, Ares e July B;[31] al round finale ottiene il terzo posto dietro a Ensi e Clementino.[32]

| Anno | Evento        | Risultato       |
| ---- | ------------- | --------------- |
| 2006 | 2theBeat 2006 | Terza posizione |

## Discografia

### Album in studio
- 2005 – Il mio primo e ultimo disco
- 2008 – Estremo
- 2010 – Il Jesto senso
- 2016 – Justin
- 2018 – Buongiorno Italia
- 2019 – IndieJesto
- 2022 – Samsara
- 2023 – Ricordo il futuro

### Raccolte
- 2010 – You Should Be Jesto
- 2011 – Povera Italia!!!
- 2011 – Jestrumentals - Povera Italia! Vol. 2: raccolta di strumentali
- 2011 – Rap Game Compilation - Povera Italia! Vol. 3
- 2015 – Supershallo zero
- 2016 – Bunkershallo

### Mixtape
- 2006 – Radio Jesto libero Vol. 1
- 2008 – Cenni di squilibrio
- 2009 – Segni di squilibrio
- 2009 – È la crisi! (con 3D)
- 2012 – DuemilaNonSoCosa
- 2013 – Supershallo
- 2014 – Supershallo 2
- 2015 – Supershallo 3
- 2015 – Xtremeshallo (con CaneSecco)
- 2016 – Summershallo
- 2019 – Supershallo 4
- 2024 – L'asteroide mixtape

### EP
- 2003 – Coming Soon
- 2008 – Aspettando l'album
- 2010 – Dal tramonto all'alba EP (con DJ 3D)
- 2011 – Freestyle Life (con 3D)
- 2012 – Mamma ho ingoiato l'autotune
- 2012 – Prima della fine del mondo
- 2014 – Trappo troppo
- 2015 – Mamma ho ingoiato l'autotune 2
- 2017 – Mamma ho ingoiato l'autotune 3
- 2019 – Mamma ho ingoiato l'autotune 4
- 2019 – Mamma ho ingoiato l'autotune 5
- 2020 – LCKDWN (con DJ Dust)
- 2023 – Good Vibes

### Singoli
- 2015 – Estate supershalla
- 2016 – Broccolo
- 2018 – Amore cane
- 2018 – Buongiorno Italia
- 2019 – Lontani
- 2019 – Felice
- 2020 – Non crescrere (è una trappola)
- 2020 – Alla grande
- 2020 – L'alba
- 2020 – Se ti senti solo
- 2023 – L'ultimo umano
- 2023 – Non mi vergogno
- 2023 – L'ora più buia
- 2024 – Ossimoro Freestyle

### Collaborazioni
- 2003 – Gli Inquilini feat. Jesto, Saga, Levante, Hyst & Fredd Morton - Grande fratello (da Bentornati nel paese dei mostri)
- 2004 – Apachekipe feat. Hyst & Jesto – Tutti al party (da In Fieri)
- 2004 – Saga feat. Jesto & Hyst – Non s'è ancora visto (da Un ragazzo come tanti)
- 2004 – Saga feat. Jesto – Un ragazzo come tanti (da Un ragazzo come tanti)
- 2004 – Jesto & Hyst – Ammazzami (da Soul Food Vol. 1)
- 2004 – Jesto – Piantala! (da Dancehall Studio Vol. 2)
- 2005 – Dal Basso feat. Jesto, Hyst & Saga – Royal Rumble (da Underground Biz Vol. 1)
- 2005 – Ira Funesta feat. Jesto & Saga – Non capisco (da Impeto funesto)
- 2005 – 21 Grammi feat. Jesto, Hyst, Saga & Saba – Tutto quello che ti piace (da Orgoglio nazionale)
- 2005 – Malva & DJ Rex feat. Hyst, Jesto & Saga – Gli imbucati (da MakeNoize!)
- 2005 – Narcosi Feat. Jesto & Saga – Stiamo arrivando (da In media stress)
- 2005 – Jesto – Pompalo (da Street Flava Vol. 3)
- 2006 – Rancore feat. Jesto – Solo questo (da Segui me)
- 2006 – Saga feat. Jesto, Hyst & Strike – Solo soldi (da Un bacio ai pupi)
- 2007 – Jesto – Che cazzo ne so (da Rock on City)
- 2007 – Yojimbo feat. Jesto, Rancore, Suarez & Microphone Killarz – R.M. Confidential (da Memorie dal sottosuolo)
- 2007 – Apachekipe feat. Jesto – Sono le due (da Inchiostro nello stomaco EP)
- 2008 – Crew 011 feat. Jesto – Giorni folli (da Essenza)
- 2008 – Mr.Cioni & 3D feat. Jesto & Hyst – Figli di mignotta (da Per la strada)
- 2008 – Jesto & Etto –  Devo svoltare (da Southern Europe Mixtape)
- 2008 – Jesto – Sempre sotto (da 0 in condotta mixtape)
- 2008 – MicRoventi feat. Jesto – Stiamo andando (da Volevamo solo fare session)
- 2009 – Gemitaiz feat. Jesto & Maut – Hallelujah (da Quello che vi consiglio Mixtape)
- 2009 – Apachekipe feat. Jesto – Come mai (non ti invidio) (da Due dita in gola)
- 2009 – Apachekipe feat. Jesto & Hyst – Un medico in famiglia (da Due dita in gola)
- 2009 – Xtreme Team feat. Jesto – Ce vai sotto (da Affare romano 0)
- 2009 – Saga feat. Jesto – La Maison (da Tutto saga)
- 2009 – Saga feat. Jesto – Carpe diem (Remix) (da Tutto saga)
- 2009 – Lord Madness feat. Jesto – B Boy Paranoid (da M.D.M.A. Viola Da Ol' Maddy Bastard Mix)
- 2009 – DBJ MC feat. Jesto – Sempre lo stesso (da Archivio stampa)
- 2010 – DBJ MC feat. Jesto – Dimenticando me stesso (da Story Telling)
- 2010 – Hyst feat. Jesto – Sbatti i piedi (da ALTO)
- 2010 – 3D feat. Jesto – Fumo bevo scopo (da Blackjack)
- 2010 – Imperia Legion feat. Jesto – Voglio tempo (da Il casinò)
- 2010 – Pattada feat. Jesto – Hai visto male (da Patta Party)
- 2010 – CaneSecco feat. Jesto – Messaggio privato (da Xtreme Time)
- 2010 – Capo feat. Jesto – Troppo contorte (da Donne semi-umane EP)
- 2010 – Sonny Primogenito feat. Jesto – Stalking (da Bisogno compulsivo mixtape)
- 2010 – Maut feat. Jesto & Etto – Vado per la mia (da Ritagli)
- 2010 – Maut feat. Gemitaiz & Jesto – Hallelujah (da Ritagli)
- 2010 – Don Plemo feat. Jesto, Levante & Nazo – Jesto + Levante + Nazo (da XXX Vol. 6)
- 2010 – Eliaphoks feat. Marcofato & Jesto – Al mio fianco (da Angry Youth Mixtape)
- 2010 – Lord Madness feat. Jesto & Pregioman – La costola di D'Annunzio (da Suicidio)
- 2010 – CaneSecco & 3D feat. Gemitaiz, Jesto, Gose & Diluvio – 21 ore (da 21 ore ancora più estreme)
- 2010 – CaneSecco & 3D feat. Jesto, Diluvio & Gose – In che stato stai (da 21 ore ancora più estreme)
- 2010 – CaneSecco & 3D feat. Jesto & Diluvio – Gioventù bruciata (da 21 ore ancora più estreme)
- 2010 – Gemitaiz feat. Jesto & Yojimbo – Sperare pt. 2 (da Quello che vi consiglio vol. 2)
- 2010 – DJ Nais feat. Jesto & Duellz – Freestyle live di zona (Remix) (da Sono cazzi miei mixtape)
- 2010 – Vice feat. Mano & Jesto – Come va (da Amici miei mixtape)
- 2010 – Fre & Jesto – Ho da fare (Singolo)
- 2011 – Pula+ feat. DNS, Doro, Outwo, Jesto & Marvelmex – Viagra (Remix)
- 2011 – Sgravo & DJ Fastcut – Fanculo il test (da Luna Pork)
- 2011 – Sgravo & DJ Fastcut – E che cazzo (da Luna Pork)
- 2011 – Jack 13 feat. Jesto – Mi sento preso per il culo(da O la va o la spacca)
- 2011 – CaneSecco & 3D feat. Jesto, Yojimbo & Hyst – Look @ Me (da 21 ore troppo più estreme)
- 2011 – The Botte feat. Jesto – La caduta dell'impero umano (da Mutazione)
- 2011 – Senzarazza feat. Jesto – Chiamate la neuro (da Senzarazza mixtape vol. 2)
- 2011 – Jenio feat. Jesto – Rap Game (Remix) (da Il Rap È Di Tutti)
- 2011 – G. Nano, Enigma, Zagom, Jullarino, Nasty G, MC Phra, Alecoma, Name, Manry, Jesto, E-Green, Romeo, Vame, Darme, Demi, Kire, Seque, Drino Il Quest, Sparta, Jamal & DJ Yaner – Milano Ovest Special 2 (Milano Ovest Crew & Friends) (da Milano Ovest vol. 4 - Disordinati)
- 2011 – Uzi Junkana feat. Xtreme Team & Jesto – So High (Remix) (da Luca Brasi vol. 2)
- 2011 – Maut feat. Jesto – Indipendentemente (da Lo specchio dell'anima)
- 2011 – Fre feat. Jesto – Ho da fare (Remix) (da Ho da fare street album)
- 2012 – 3D feat. Jesto – Ma il cell. era spento (da 21 motivi)
- 2012 – Sercho & Luca J feat. Jesto – Grindo & brindo (da Socia Mixtape)
- 2012 – Lord Madness feat. Jesto & Pregioman – La costola di D'Annunzio (Remix) (da Tentato suicidio)
- 2012 – Brasca feat. Jesto – Rap Game (Remix) (da Rare Tracks Collection)
- 2012 – Spenish feat. Jesto, Muphasah, Eliaphoks & Moro – We Everywhere (da Santo subito mixtape)
- 2012 – Hyst & Jesto – L'ultima estate
- 2012 – Jenio & Jesto – Jesto Cit. Fanpage (da Il Jesto del Jenio)
- 2012 – Jenio & Jesto – Facciadacazzo (Remix) (da Il Jesto del Jenio)
- 2012 – Jenio & Jesto – Paranoia Park (Remix) (da Il Jesto del Jenio)
- 2012 – Jenio & Jesto – Rap Game (Remix) (da Il Jesto del Jenio)
- 2012 – Jenio & Jesto – DuemilaNonSoCosa (Remix) (da Il Jesto del Jenio)
- 2012 – Jenio & Jesto – Ogni strofa va a te (da Il Jesto del Jenio)
- 2012 – Jenio & Jesto – Tragedia greca (Remix) (da Buonanotte paranoia)
- 2012 – Mr.Cioni feat. Jesto & Pattada – La ciccia (da ME - La strada mi chiama)
- 2012 – Enigma feat. Jesto & Bravopie – Questo gioco (da Milano ovest vol. 5)
- 2013 – Kevin Hustle feat. Jesto – Afterhour (da La voce che ho)
- 2013 – 3D feat. Jesto – Amy Winehouse (da Top)
- 2014 – Pordinero feat. Jesto – Sei triste (da Habanero Mixtape)
- 2014 – Hyst feat. Jesto & E-Green – Fuck Your Party (da Mantra)
- 2014 – Civi feat. Jesto – Rap Game (Remix) (da Italians Trap Better)
- 2015 – Logo Niggo feat. Jesto – Camo (da LN)
- 2015 – Sick Luke & CaneSecco feat. Jesto – Antieroi (da Cambia tutto)
- 2015 – Asher Kuno feat. Jesto – MC Donald's (da HallWeedWood Stories Vol. 3)
- 2016 – Mr.Cioni feat. Jesto – Io non mi fido (da 8055)
- 2016 – Lustro feat. Jesto – Fotocopie (da L'anno della luce)
- 2016 – Skioffi feat. Jesto – Benji & Fede (da Jolly Mixtape)
- 2017 – Highsnob feat. Jesto – Fajita (da Prettyboy EP)
- 2017 – Nayt feat. Jesto – Nessuno (da Raptus 2)
- 2024 – 3D feat. Jesto – Experience (da Empirìa)

### Produzioni
- 2011 - Luca J Controvoglia